# Jean-Louis Chancel
Pour les articles homonymes, voir Chancel (homonymie).
Jean-Louis Chancel, né le 25 août 1899 à Paris 8e et décédé le 28 juillet 1977 à Paris 5e, est un illustrateur de presse français, résistant (Résistance intérieure), adjoint puis successeur de Jacques Robert-Rewez sous le pseudonyme de Chavagnac à la tête du réseau Phratrie. Il sera fait  Compagnon de la Libération.
Outre Chavagnac, ses différents alias dans la Résistance ont été : Roger, Jacques Lamy, Charles, Coty et Choubert.

## Biographie
Peintre et illustrateur de métier, il collabore avec des journaux comme Candide, Gringoire, et L'Ami du Peuple. En 1929, il expose au Salon des humoristes les toiles Argent, Gloire, Piété et Politique.
Durant la Seconde Guerre mondiale, il rejoint la Résistance intérieure française et prend part à la création du réseau Phratrie spécialisé dans la collecte de renseignement, aux côtés du commandant Jacques Robert-Rewez.

## Décorations
- Commandeur de la Légion d'honneur
- Compagnon de la Libération par décret du 19 octobre 1945[2]
- Croix de guerre 1914–1918
- Croix de guerre 1939–1945 (3 citations),
- Médaille de la Résistance française par décret du 6 avril 1944[4]
- Ordre de l'Empire britannique à titre militaire (officier) (GB)
- Chevalier de l'ordre de Léopold (Belgique)
- Croix de guerre (Belgique)